# Douglas Vieira
Douglas Eduardo Vieira (Londrina, 17 de junho de 1960) é um ex-judoca brasileiro. 
Tendo desenvolvido sua carreira em São Paulo, foi o primeiro judoca brasileiro a alcançar uma final olímpica, quando obteve a medalha de prata na categoria até 95 kg nos Jogos Olímpicos de Los Angeles de 1984.